# Achilleis. Sceny dramatyczne
Achilleis. Sceny dramatyczne – oparty na motywach Iliady dramat Stanisława Wyspiańskiego, powstały w 1903 roku, po raz pierwszy wystawiony na scenie w roku 1925.
Fabuła koncentruje się wokół oblężenia i upadku Troi, konstrukcja jest luźna, oparta na szybkiej zmianie planów i ostro kontrastujących pod względem nastroju scen. Utwór stanowi wyraz kontynuacji młodzieńczych zainteresowań Wyspiańskiego starożytnością, a zarazem przemiany poglądów na starożytność od wizji klasycznej (wyrażonej przez Winckelmanna) do nowej, opartej na myśli Friedricha Nietzschego, wyrażonej w Narodzinach tragedii z ducha muzyki, odnoszącej się bardziej do Grecji archaicznej niż hellenistycznej i dostrzegającej w niej pesymizm, tragizm i heroizm. Przejawem tej zmiany perspektywy patrzenia na starożytność jest odejście w twórczości Wyspiańskiego od pobocznych, późnych mitów hellenistycznych (Meleager, Protesilas i Laodamia) do pierwotnych mitów o bohaterach homeryckich. Mit w Achilleis przestaje pełnić typową dla literatury wieku XIX funkcję czysto estetyczną i fabułotwórczą, zaczyna natomiast pełnić funkcję kulturotwórczą.

## Powstanie utworu
Utwór należy do grupy tzw. utworów antycznych, opartych na motywach przejętych z tradycji starożytności śródziemnomorskiej. Obok Achilleis znalazły się tam także takie utwory, jak Powrót Odysa, Protesilaos i Laodamia, Meleager, oraz Akropolis.
Achilleis powstawała powoli – od marca do października 1903, gdyż jednocześnie z tą sztuką Wyspiański pisał dramaty Bolesław Śmiały i Akropolis. Utwór powstawał przede wszystkim w Krakowie, ale także w Rymanowie podczas pobytu Wyspiańskiego na kuracji. Autor poświęcił również na pisanie utworu część swojego sierpniowego pobytu w Wenecji.
Autor pisząc Achilleis poświęcał się jednocześnie studiom nad kulturą antyczną. Oprócz wykonania rysunków, czytał m.in. czterotomowe kompendium Roschera, Ausführliches Lexikon der griechishen und römischen Mythologie.

## Rysunki Wyspiańskiego doIliady

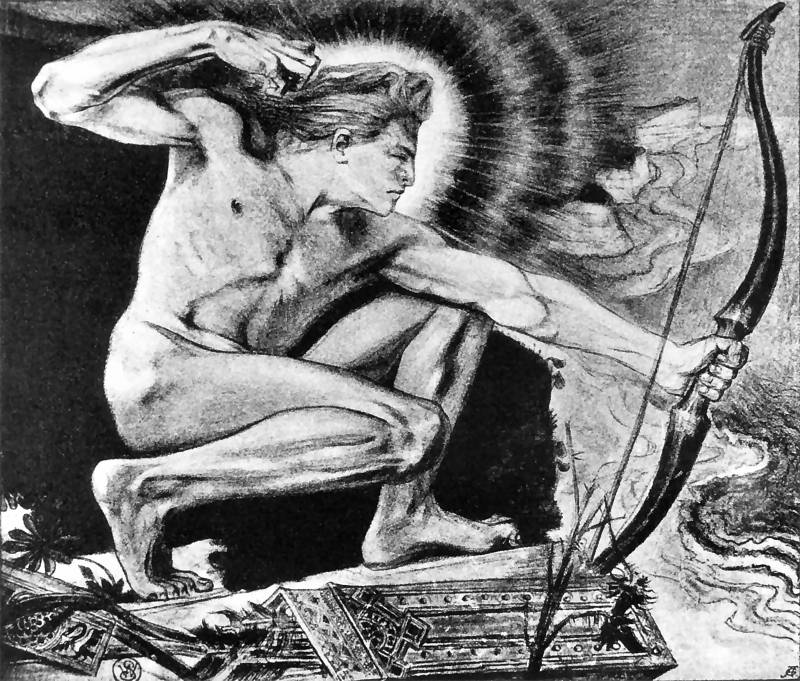
Apollo razi grotami pomoru

W kwietniu 1896 Wyspiański podjął inicjatywę utworzenia rysunków ilustrujących Iliadę Homera. Rysunki te są bardzo istotne dla jego działalności malarskiej, a praca nad nimi wpłynęła głęboko na rozwój jego rozumienia mitu i starożytności. Podjął ją na zaproszenie Lucjana Rydla, który przygotowywał właśnie swój przekład eposu. Propozycję Rydla Wyspiański przyjął z entuzjazmem – w listach z maja tego samego roku przedstawia swoje interpretacje świata Homera z plastycznymi opisami, świadczące o konkretyzacji wizji artystycznej. Powstał wtedy szereg rysunków, z których cztery ukazała się w „Tygodniku Ilustrowanym” w listopadzie 1896, razem z pierwszą księgą przekładu Iliady Rydla. Wyspiański dużo obcował wtedy z Iliadą, konkretyzując zamysł czysto plastycznej warstwy rysunków oraz interpretacje sytuacji i wyobrażenie postaci, a zwłaszcza ich portrety psychologiczne.
Dopiero sześć lat po ukazaniu się fragmentu przekładu Rydla Wyspiański powrócił do tych rysunków. Doprowadził do tego, że ukazały się one razem z parafrazą pierwszych partii Iliady Juliusza Słowackiego Homera Iliada – Pomór – Gniew. Było ich wtedy jedenaście: Gniew Pelidę ponosi; Hermes wiedzie duchy bohaterów do głębin Hadesu; Apollo razi grotami pomoru; Agamemnon powstaje na Achillesa; Achilles, którego Pallas za włosy wstrzymała; Tetyda z fal wynurza się ku synowi; Jutrzenka, Fosforos, Hesperos, Helios; Jutrzenka (oparta na poprzedniej ilustracji); Zeus i Tetyda; Apollo na Olimpie (dwie ilustracje). Nie spełnił wszystkich swoich zamierzeń, ale zgromadzony w czasie prac materiał interpretacyjny wpływał tak na inne jego wizje plastyczne, jak i na twórczość literacką opartą na mitach klasycznych.

## Struktura utworu

### Bohaterowie
- Achilles
- Agamemnon
- Odys
- Parys
- Priam
- Laokoon
- Tersytes
- Ajas
- Menelaos
- Nestor
- Chryzejda i Chryzes
- Rezos
- Pentezilea
- Hipodamia
- Patroklos
- Diomedes
- Marsjas
- Hekabe
- Kasandra
- Afrodyta
- Andromaka

### Interpretacja motywów mitologicznych
Wykorzystanie i przetworzenie tradycji śródziemnomorskiej w Achilleis jest aktywną decyzją twórczą Wyspiańskiego. Jakkolwiek ta tematyka była znana i chętnie stosowana we współczesnej Wyspiańskiemu literaturze przez takich twórców jak Lucjan Rydel, autor Fereniki i Pejsidorosa (1908), czy Jerzy Żuławski, autor Erosa i Psyche (1904), a także Tadeusz Miciński i jego Bazylissa Teofanu (1904). Również w malarstwie podobne motywy pojawiały się do tej pory często. Spośród współczesnych Wyspiańskiemu malarzy zainteresowanych antykiem wymienia się Henryka Siemiradzkiego. Wyspiański dokonuje jednak swoistej reinterpretacji, łącząc tradycyjne motywy mitologiczne z wątkami ze współczesnej mu historii. Niektóre mity rozbudowuje po raz pierwszy w literaturze polskiej, pogłębiając je psychologicznie i przekształcając na sposób charakterystyczny dla naturalistów. Taką sceną jest np. scena odebrania córki przez Chryzesa. W Achilleis ujawnia się także ówczesna zmiana sposobu patrzenia na kulturę klasyczną, zaproponowanego przez Fryderyka Nietzschego. Nie jest to już idealizująca wizja zgodna z wizją Winckelmanna, lecz nawiązująca do pojęć pierwotności i żywiołowości wizja dionizyjska.

### Przegląd treści
Scena IPierwsza scena przebiega w dużej zgodności z pierwotną wersją mitu znanego z Iliady. Scena ma miejsce na „boisku” przed namiotami w obozie greckim. Pojawiają się tu znane motywy, m.in. zarazy zesłanej przez Apollina na Greków za porwanie jednej z kapłanek, oraz kłótnia o branki pomiędzy Achillesem a Agamemnonem. Agamemnon zarzuca Achillesowi zniewieściałość i podejrzewa go o zdradę. Spór próbuje załagodzić za pomocą sztuki wymowy Nestor. Kłótnia zostaje przerwana przez wkroczenie na scenę kapłana Chryzesa, ojca wspomnianej branki Chryzejdy, który nie mogąc odzyskać zakochanej w Agamemnonie córki, zabija ją i rzuca klątwę na Greków. Zgodnie z mitem Agamemnon postanawia wynagrodzić sobie stratę branki odbierając Achillesowi jego własną. Scenę kończy tajemnicza propozycja złożona Agamemnonowi przez Odysa.
Innowacją wprowadzoną przez Wyspiańskiego w tej scenie jest wypowiedź Ofiarnika na temat ograniczoności losu Achillesa. Są to słowa „Od miecza jeno ci słynąć” (w. 101), co ma istotny wpływ na poczynania Achillesa. Jest to też nawiązanie do dekadenckiego światopoglądu, w którym ograniczoność losu człowieka była uznawana za wniosek wysoce pesymistyczny.
Scena IIKrótka druga scena rozgrywa się nocą w wąwozie skalnym. Akcja toczy się pomiędzy kochankami Rezosem i Pentezileą w postaci dramatycznej rozmowy. Ukazane zostaje w niej uzależnienie Rezosa od Pentezilei, pozbawiające go honoru i uniemożliwiające mu podjęcie jakiegokolwiek działania.
Ukazany tu został inny wymiar postawy dekadenckiej. Przynależy do niej bowiem także zanurzenie się w hedonizmie jako próba ratunku lub poszukiwania sensu życia. Skutkiem takiej decyzji jest według Wyspiańskiego ubezwłasnowolnienie. Hedonizm zostanie w dalszej części dramatu przeciwstawiony miłości symbolizowanej przez Afrodytę.
Scena IIIScenę otwiera melancholijny monolog Menelaosa. Ujawnia się w nim podstawowa właściwość stanu melancholii: poczucie braku. Menelaos obserwując nocną porą morze ze swego namiotu odczuwa przytłaczającą tęsknotę za ojczyzną, która, podobnie jak hedonizm Rezosowi w scenie II, utrudnia mu podjęcie działania. Menelaos czeka już tylko na znak od Zewsa (Zeusa). Agamemnon, brat Menelaosa, uczestniczy w drugiej połowie tej sceny, przyjmując od brata nowe wiadomości na temat tajemniczego planu Odysa.
Scena IVScena IV toczy się w namiocie Achillesa. Hipodamia (branka Achillesa) rozmawia z Patroklosem. Oznajmia mu, że zamierza popełnić zabójstwo, jeśli każą jej porzucić Achillesa. Początkowo nie wiadomo kogo zamierza zabić, czy siebie, Achillesa, czy Agamemnona – w dalszej części sceny dowiadujemy się, że chodzi o tego ostatniego. Zabójstwo to może więc być wyrazem stałości uczuć i wyłączności. Rozmowę kończy wejście zagniewanego Achillesa, który każe odejść Hipodamii twierdząc, że zawładnęła jego życiem. Hipodamię zabierają w końcu wysłannicy. Po ich wyjściu przychodzi Tersytes, persona non grata, uważany za szpiega. Tersytes próbuje przekonać Achillesa do swojego planu – chce udać się potajemnie do Troi, by ułożyć się z jej mieszkańcami i móc wracać do Grecji; Achilles odmawia współudziału. Tersytes wychodzi, przybywa Odys. Przypomina lub wypomina Achillesowi, udającemu wtedy sen: „Przy mnie tylko i ze mną, i przeze mnie być możesz.” (w. 73). Achilles uznaje prawdę słów Odysa. Smutny, nieskutecznie próbuje grać na lutni. Padają tu także znamienne dla dramatu słowa, będące jednym z punktów zwrotnych w biografii Achillesa: „ja, mocarz Atrydów najemny, / którym przejrzał dziś – raz pierwszy poczuł, / że szczuto mnie jak psa; / że mordowani przeze mnie – niewinni / i że w tych czynach szlachetni -- bezczynni.” (w. 114-118)
Scena VOdys przybywa do namiotu Diomedesa, by go nakłonić do udziału w wyprawie do obozu Rezosa. Scena ta obfituje w dialogi humorystyczne, autor starał się również oddać w niej przebiegłość Odysa, który przez cały czas apeluje do ambicji młodzieńca. Zachęty te są interpretacją nietzscheańskiej formuły nadczłowieka: „Wiedz, że kto w sobie żal i litość skruszy, / takiego człowiek opowie za Boga.” (w. 56-57)
Scena VINocą Ajas w samotności rozważa powody, dla których postawa Achillesa jest według niego pociągająca. Jeszcze nie rozumie tych przyczyn. Symboliczna Noc wyjaśnia jego los: „Mścicielem będziesz krzywd, które się staną” (w. 31). Przybywa również Marsjas, kpiący z Ajasa, który nigdy nie słyszał jego muzyki – ponieważ go nie słuchał. Efektem rozmowy Ajasa z Marsjasem jest zarażenie tego pierwszego marsjaszowym szaleństwem, przez co staje się odtąd „zbudzonym” (w. 64) „wrogiem Apollina” (w. 57). Odtąd Ajas zdaje sobie również sprawę, że Noc jest dla niego „luba i miła” (w. 78).
Scena VIITersytes upiera się ze swoim planem by pójść do Troi. Próbuje skłonić Agamemnona, do patronowania swojemu przedsięwzięciu, ale spotyka się tylko z pogardliwą odmową. Zamierza mimo to wykonać swoje zadanie „dla narodu” (w. 4), a swoją misję nazywa „pracą” (w. 4).
Do namiotu Agamemnona wchodzi chór dziewcząt, który pyta o Chryzeidę, a zaraz po nich przybywa Hipodamia, jednakże nóż, który chowała w celu dokonania zabójstwa, został zarekwirowany przez prowadzących ją strażników. Jednak Agamemnon przyjmuje ją godnie, obiecuje nietykalność i wyjaśnia cel, dla którego ją przyprowadził: chce pobudzić Achillesa do działania, zbudzić w nim ducha walki, którego ona uśpiła.
Wróżbita przynosi Agamemnonowi wieść. Wywróżył mu porażkę całego narodu nazajutrz, a Hektorowi sławę. Agamemnon próbuje zmienić los: chce przypodobać się bogom za pomocą ofiar. Każe jednocześnie szykować się do walki, przy czym nie zamierza zawiadomić o tym Achillesa.
Hipodamia słysząc to, wysyła do Patroklosa jedną z branek Agamemnona z wieścią o przygotowaniach Agamemnona. Jedna z dziewcząt proponuje Hipodamii miłość lesbijską, ale zostaje zdecydowanie odrzucona.
Do namiotu Agamemnona wchodzi jakby w obłędzie i obdarty z szat Rezos. Agamemnon przyjmuje go godnie i strzeże. Powiadamia go, że został tam z woli króla Troi przyjęty jako uratowany z napadu zbójców, oraz że jego koniom nic nie grozi.
Podczas rozmowy między Hipodamią a Rezosem następuje porównanie losów tych dwojga ludzi porwanych i więzionych.
Scena VIIITersytes przybywa do Troi w przebraniu kupca i wygłasza mowę. Rozpoczyna od ukazania swojego światopoglądu: „Taka różnica was jednych od drugich, / że Grecy w lokach krótkich, a wy w lokach długich. / Wy się z takich śmiejecie, co głowy nie zdobią; / a tam śmiech, że Trojanie pudło ze łba robią. / Mnie we wszystkim do twarzy, wszędzie podejść umiem; / ku temu się naginam, czego nie rozumiem. / Tę zdolność Proteusza posiadłem tajemną: / mogę udać każdego, kto przestaje ze mną.” (w. 24-31) Następnie w zamian za pieniądze oferuje skłonić Greków do powrotu do domu. Na scenie na chwilę pojawia się również Kasandra, szalona wieszczka, której nikt nie ufa. Przepowiada ona zagładę Ilionu i śmierć Hektora z rąk człowieka, „co świętą obmyty wodą” (w. 95) (Achillesa). Wszystko to ku rosnącemu niezadowoleniu Hektora, który próbuje ją uciszyć. Wybucha z tego powodu kłótnia z Parysem, w której Parys zostaje zraniony. Pomiędzy zgromadzonymi w pałacu znajduje się również i Odys przebrany za Rezosa – zostaje natychmiast rozpoznany przez Tersytesa i wywiązuje się między nimi dyskusja, podczas której Tersytes porównuje ich role w świecie: „Rola ta nasza podobnoś jednaka. / Mniejsza: powieszą króla czy żebraka.” (w. 202-203) i „Jednako podli przejdziemy w potomność” (w. 205). Odys, wciąż w przebraniu, korzysta z niezdecydowania Priama i ofiaruje się iść jako zakładnik do Greków i nakłonić ich do odpłynięcia, kiedy tylko Trojanie przebłagają boga Posejdona w uroczystym pochodzie nad brzeg morza. Jest to również scena, w której Parys wygłasza swoją mowę, w której opisuje relacje łączące go z Afrodytą i ich wpływ na losy świata (w. 147-173 oraz w. 186-190).
Scena IXAkcja tej sceny toczy się w domostwie Hektora, który mimo zawarcia pokoju, zamierza samowolnie zaatakować Greków. W rozmowie z żoną Andromachą zarzuca bratu Parysowi niepewne pochodzenie oraz uznaje go za gorszego, z powodu oddawania czci Afrodycie. Sam zaś Hektor czci Herę. Hektor podkreśla także różnicę pokoleniową, jaka dzieli go z rodzicami. Następuje pożegnanie z żoną, a scenę kończy piosenka Andromachy śpiewana nad kołyską dzieci – oparta na motywie „sądu Parysa.
Scena XToczy się na murach miasta, nad Bramą Skejską. Erynnis, próbuje namówić Parysa do zemsty. Parys przypomina sąd, w którym uczestniczył i podkreśla, że wybrał w nim Afrodytę. Ta zstępuje z niebios i oboje odchodzą do ogrodu.
Scena XIW świątyni Ilionu toczy się dekadencka dyskusja na temat teodycei. rola cierpienia; laokoon ostrzega priama, że bóg (apoll) zamierza go ukarać – może porzucić boga ukazując tym samym swoją marność, ale niech nie próbuje go sobie zjednać ani wyzywać; laokoon mimo kary, która go spotkała (dzieci zamienione w węże) i utraty wiary, jednak modli się; „Strzegę pamięci wiecznej dzieci moich grobu” (w. 6); nie boi się śmierci, ponieważ przetrwa pamięć o jego bólu; w międzyczasie orszak Troilusa zabiera ze świątyni konika posejdona (lajkonika) i odchodzi; laokoon zamyka drzwi świątyni i pozostaje w niej sam. nad studnią kołszą się dwie głowy węży
Scena XIIRozgrywa się na pokładzie okrętu Odysa, który właśnie powrócił z misji w Troi. Posilając się winem i sucharami, wydaje rozkazy załodze, by przygotowała się do zaatakowania orszaku zorganizowanego przez Trojan. Celem jest wymordowanie uczestników i przebranie się w ich ubrania, by drużyna wojowników mogła dostać się do wnętrza Troi.
Scena XIIIW namiocie Diomedesa. Pijany Diomedes śpi. Tersytes, krewny Diomedesa usprawiedliwia się ze swojego oportunizmu, kpi sobie z Diomedesa „u ciebie myśl rzadki przechodzień” (w. 10), kpi również z dekadenckiej postawy młodzieńca: ucieczki w pijaństwo i melancholijnej zadumy: „Myśl, myśl. Myśl kształci ducha, rozwija, uzbraja. / Myśl, jak wino – opęta ducha i upaja” (w. 19-20). Zły sen (Oneiros) dręczy Diomedesa z powodu mordu, w którym wcześniej uczestniczył (to on zabił Pentezileę). Po przebudzeniu Diomedes próbuje wyprzeć się myśli o zabójstwie, usprawiedliwić się: „Niech mnie ogląda dzień rzezańcem Boga” (w. 41).
Scena XIVAchilles siedzi nad rzeką Skamander i słucha fal, które przypominają o sądzonym mu z góry losie. Ma zasłynąć, ale nie wróci żywy do ojczyzny. Fale zapowiadają także ponowne wcielenia Achillesa, który po śmierci zawsze będzie powracał na ziemię w nowej postaci.
Scena XVMowa Tersytesa do zgromadzonych Greków, wygłoszona nad brzegiem morza, pośród okrętów. Tersytes, apelując do uczuć tłumu, próbuje skłonić ich, by zarządzili powrót do domów. Powołuje się przy tym niezgodnie z prawdą na Achillesa.
Scena XVIPoranek. Budzą się Patroklos i dziewczyna przysłana do Achillesa z wieścią od Chryzeidy, która pragnęła ostrzec Achillesa przed planami Agamemnona. Przybywa Achilles. Podczas nocy spędzonej samotnie nad Skamandrem doszedł do nowych wniosków i powziął nowe, wznioślejsze plany. Zaczyna planować nowe społeczeństwo o charakterze elitarnym, jednak zniechęca go fakt, że jego słowa zostały użyte już przez Tersytesa i zyskały aprobatę niegodnego tłumu. Następnie Achilles oznajmia, że zamierza wyzwać Hektora na pojedynek, jednak Patroklos prosi, by to on mógł zawalczyć z Hektorem. Dla Achillesa jest to szansa na wymknięcie się losowi. Próbuje jednak powstrzymać Patroklosa przed nałożeniem cudownej zbroi, nieskutecznie. Patroklos wybiega.
Scena XVIIWalka. Pojedynek toczy się pod murami miasta. Naprzeciw siebie stają na wozach Patroklos i Hektor, przy czym Hektor myśli, że jego przeciwnikiem jest Achilles. Dopiero po zdjęciu hełmów tożsamość wojownika ubranego w cudowną zbroję staje się dla Hektora jasna. Wozy ruszają na siebie i następuje starcie.
Scena XVIIIAgamemnon dowiaduje się, że jedna z dziewczyn była w nocy w namiocie Achillesa. Słyszą wrzask, dowiadują się o tym, że Hektor walczy. Widzą walczących, jeden ubrany w złotą zbroję Achillesa, zrozpaczona Hipodamia rzuca się pod koła nadjeżdżającego powozu i gnie.
Scena XIXRozmowa Achillesa z matką, dowiaduje się, że Patroklos zginął z ręki Hektora, matka przepowiada mu że to on przez zemstę zabije Hektora. Achilles nawołuje by wszyscy chwytali za broń, udaje się na walkę z Hektorem.
Scena XXPod murami Troi walczą ze sobą Achilles i Hektor, wspomagani przez swoich opiekuńczych bogów: Pallas Atenę i Apollina. Zgodnie z tradycyjną wersją mitu ginie Hektor i prosi o oddanie swojego ciała rodzinie. Achilles odmawia tej prośbie.
Scena XXITo scena rozgrywająca się znów na murach Ilionu, z których mieszkańcy obserwowali przebieg walki. Podnoszą wielki lament, widząc, że Achilles zamierza zbezcześcić ciało pokonanego Hektora i wlecze je przywiązane do wozu.
Scena XXIINa polu walki. Ajas odbił ciało Patroklosa i cudowną zbroję z rąk towarzyszy Hektora. Achilles, pogrążony w żałobie pochyla się nad ciałem przyjaciela. Zanim odejdzie, ofiarowuje, zgodnie z wcześniejszą przepowiednią, cudowną zbroję Ajasowi i każe mu kontynuować swoje dzieło.
Scena XXIIIAchilles oddaje błagającemu Priamowi ciało syna. Przybywają różni władcy by oddać swoje kondolencje Achillesowi. Achilles oddaje im wszystkie swoje rzeczy i wsiada do wozu wraz z Pallas. Wóz odjeżdża w przeraźliwym tempie i rozbija się.
Scena XXIVTrojanie włamują się do świątyni Ilionu.
Scena XXVPrawdziwy Rezos przybywa do Priama. Dochodzi do sporu, gdyż żaden nie wie o oszustwie dokonanym poprzedniego wieczora przez Odysa. Dobywają swych mieczy. Wnet słychać okrzyk Kasandry, wchodzi Odys wraz z towarzyszami, wszędzie płomienie i zamęt. Rezos ginie, umierając przeklina Odysa. Wchodzi Agamemnon i oznajmia się władcą Ilionu.
Scena XXVIParys wraz ze swymi rycerzami chce ratować Ilion, zostaje godzony oszczepem przez Deifobosa, a reszta zostaje wymordowana przez Atrydów. Afrodyta przybywa szukać Parysa, nie może go znaleźć, ogarnia ja gniew. Menelaos rzuca się w jej stronę z mieczem by zabić, lecz gdy ją widzi krzyczy „Helena!”

## Recepcja
W dotychczasowych badaniach nad Achilleis dominuje wyraźnie lektura utworu jako prezentacji sytuacji polskiego dekadenta. Jednak już od chwili ukazania się dramat stanowił nie lada problem dla ówczesnej krytyki, która z trudem odczytywała jego sens. W wydanym w rok po ogłoszeniu dramatu drukiem artykule, Ostap Ortwin napisał, że Achilleis jest co najwyżej wyrazem braku stanowczej decyzji oraz że Wyspiański nie sprostał zadaniu zastosowania konwencji tragicznej i zepsuł cały efekt. Natomiast Stanisław Lack, posługujący się mieszanką kategorii heglowsko-nietzcheańskich napisał, że utwór mówi o sprzeczności między „wymaganiami i dążeniami Ducha a dążeniami, które są Ducha poskromieniem”, czyli interpretował utwór w kontekście teorii Fryderyka Nietzschego, zawartej w książce Narodziny tragedii, dzielącej kulturę na dwa żywioły: dionizyjski i apolliński. Aniela Łempicka napisała, że w tym utworze wszystko odbywa się prosto, delikatnie i bez krzyku. Jednocześnie utwór nazywano „hymnem do śmierci”
Zwracano również uwagę na zewnętrzne okoliczności powstania dramatu. Julian Krzyżanowski oraz Stefan Kołaczkowski zwrócili uwagę na zły stan psychiczny towarzyszący poecie i ewentualne tego stanu konsekwencje. Pierwszy z wymienionych krytyków napisał, że Wyspiańskiego w czasie pisania „zżerała nieuleczalna choroba” Wnioskowano wobec tego, że Achilleis to projekcja chwilowego nastroju i wskazywano, że jest to dzieło wysoce subiektywnej natury.

## Adaptacje teatralne
Utwór (m.in. ze względu na szybkie zmiany planu i trudności interpretacyjne) nie wzbudził początkowo dużego zainteresowania w świecie teatralnym. Powyższe trudności przesunęły premierę utworu na deskach teatralnych aż do roku 1925.
Do ważniejszych inscenizacji zaliczają się:
- Warszawa 1925 r. – Teatr im. Wojciecha Bogusławskiego – premiera w reżyserii Leona Schillera, scenografie przygotowali Andrzej i Zbigniew Pronaszkowie. Achillesa grał Janusz Strachocki. Dramat wystawiono na przełomie 1925/1926 aż 28 razy[13].
- Kraków 1928 r. – Teatr Miejski im. Juliusza Słowackiego – dyrekcja teatru, reżyseria i inscenizacja: Zygmunt Nowakowski; scenografia: Mieczysław Różański. Achillesa zagrał Władysław Surzyński, Hektora Alfred Szymański[14].
- Poznań 1968 r. – Teatr Polski – reż. Jerzy Zegalski, scenografia Jan Kosiński[15].
- Kraków 1971 r. – Teatr Miejski im. Juliusza Słowackiego – reż. Jerzy Goliński, scenografia Krystyna Zachwatowicz[15].
- Rzeszów 1976 r. – Teatr im. Wandy Siemaszkowej – inscenizacja i reżyseria Wojciech Jesionka, scenografia Wojciech Krakowski[15].